# 90-та гвардійська стрілецька дивізія (СРСР)
90-та гвардійська стрілецька Вітебсько-Новгородська двічі Червонопрапорна дивізія — військове з'єднання Червоної армії СРСР, що існувало у 1941—1945 роках. Дивізія брала участь у боях Другої світової війни, зокрема у Курській битві, Орловській операції, Вітебсько-Оршанській операції.

## Історія
Дивізія почала формування відповідно до директиви НКО СРСР від 11 серпня 1941 року, постанови Військової Ради Орловського військового округу у містах Моршинськ та Сердобськ. Сформована в період з 11 серпня по 15 листопада 1941 року. З 5 липня по 23 серпня 1943 дивізія брала участь у Курській битві. За мужність і героїзм, проявлені особовим складом дивізії в ході бойових дій за визволення Орла і Курська, дивізії було присвоєно почесне звання «гвардійська», і була перетворена на 90-ту гвардійську стрілецьку дивізію.
У 1943 році дивізії за прорив Вітебського укріпленого району і звільнення міста Вітебськ було присвоєно почесне найменування «Вітебська». За звільнення міста Полоцьк в 1944 році дивізія нагороджена орденом Червоного прапора. 13 березня 1945 року 90-та гвардійська стрілецька Вітебська Червонопрапорна дивізія успадкувала почесне найменування «Новгородська» і орден Червоного прапора від розформованої 378-ї стрілецької Новгородської Червонопрапорної дивізії, особовий склад якої увійшов до складу 90-ї гвардійської стрілецької дивізії.
У 1945 році дивізія була переформована на 26-ту гвардійську механізовану дивізію.